# Lábatlan
Lábatlan (in tedesco Labeland) è una città di 5 316 abitanti situata nella contea di Komárom-Esztergom, nell'Ungheria settentrionale.